# Worland
Worland er en amerikansk by og administrativt centrum for det amerikanske county Washakie County i staten Wyoming. I 2005 havde byen et indbyggertal på 4.967.

## Ekstern henvisning
- Worlands hjemmeside (engelsk)

44°00′55″N 107°57′24″V / 44.015386°N 107.956631°V